# Trichocerca obtusidens
Trichocerca obtusidens är en hjuldjursart som först beskrevs av Olofsson 1918.  I den svenska databasen Dyntaxa används istället namnet Trichocerca arctica. Trichocerca obtusidens ingår i släktet Trichocerca och familjen Trichocercidae. Arten är reproducerande i Sverige. Inga underarter finns listade i Catalogue of Life.